# Franz Leopold Sonnenschein
Franz Leopold Sonnenschein (* 13. Juli 1817 oder 1819 in Köln; † 26. Februar 1879 in Berlin) war ein deutscher Chemiker.

## Leben
Franz Leopold Sonnenschein war ein Sohn des Sigmund Sonnenschein und der Gertrud von Linden. 
Er erlernte die Pharmazie beim Apotheker Sehlmeyer in Köln, errichtete in den 1830er Jahren in Berlin ein kleines Laboratorium und bereitete in Gemeinschaft mit einem Arzt andere Apotheker auf das Staatsexamen vor. Gleichzeitig studierte er Chemie und habilitierte sich 1852 als Privatdozent. Er widmete sich speziell der analytischen Chemie und entfaltete eine sehr ausgedehnte praktische Tätigkeit, durch die er sehr großes Ansehen gewann. Viele technische Unternehmungen verdankten ihm hauptsächlich ihren Erfolg. Die analytische und die gerichtliche (forensische) Chemie förderte er durch zahlreiche wissenschaftliche Untersuchungen. Er starb am 26. Febr. 1879 als Professor an der Universität in Berlin.

## Schriften

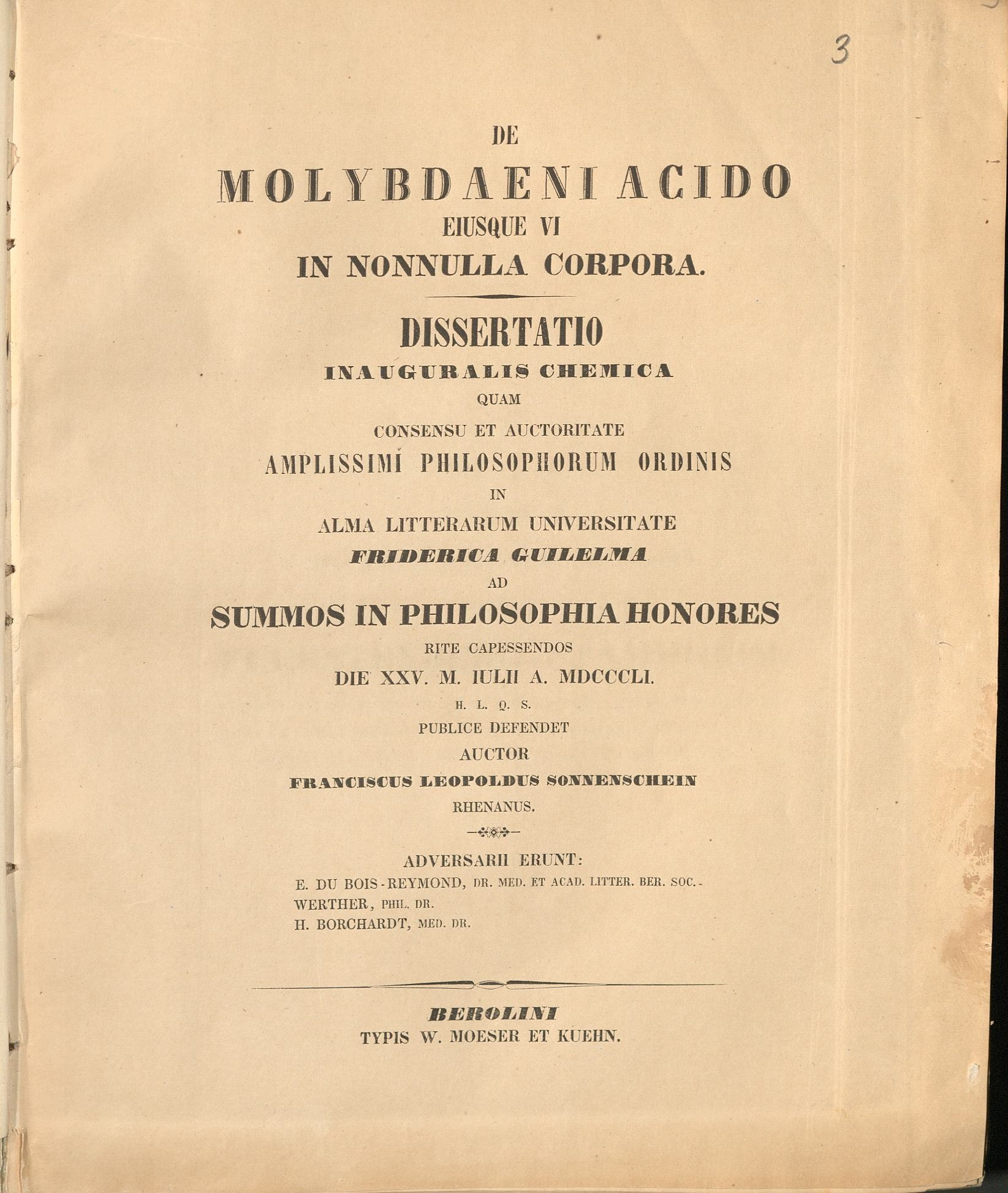
Dissertation (1851)

Von seinen Schriften sind hervorzuheben: „Anleitung zur chemischen Analyse“ (Berlin 1852, 3. Aufl. 1858); „Anleitung zur quantitativen chemischen Analyse“ (das. 1864); „Handbuch der gerichtlichen Chemie“ (2. Aufl. von Clafsen, das. 1881) und „Handbuch der analytischen Chemie“ (das. 1870–71, 2 Bde.).